# ラルフ・マクドナルド
ラルフ・マクドナルド（Ralph MacDonald、1944年3月15日 − 2011年12月18日）は、トリンバゴニア系アメリカ人のパーカッショニスト、ソングライター、編曲家、音楽プロデューサー、慈善家。
彼の作曲には、ロバータ・フラックとダニー・ハサウェイのデュエットでグラミー賞を受賞した「恋人は何処に」(Where Is the Love)、ビル・ウィザースとグローヴァー・ワシントン・ジュニアによって録音された「クリスタルの恋人たち」(Just the Two of Us)。グローヴァー・ワシントン・ジュニア、ロバータ・フラック、エイミー・ワインハウスらが録音した「ミスター・マジック」などがある。

## キャリア

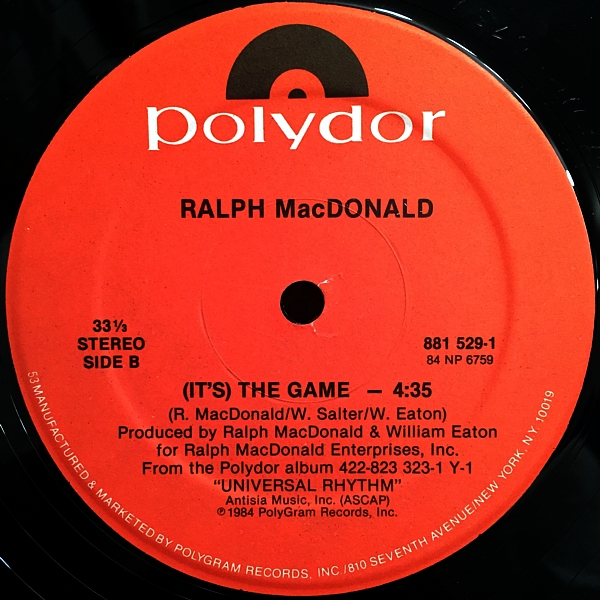
マクドナルドの1984年のシングル「（It's）the Game」は、彼のアルバム『UniversalRhythm』に収録された。

アメリカ合衆国ニューヨーク州ハーレムで、トリンバゴニア人の父親であるパトリック・マクドナルド（トリニダード・トバゴ出身のカリプソニアンにしてバンドマスターで、芸名「マクベス・ザ・グレート」を使用していた）の密接な指導の下で育った。マクドナルドは、特にスティールパンで自身の音楽的才能を発揮し始め、17歳のときにハリー・ベラフォンテの公演のためにパンを演奏し始めた。
自分からストライキすると決めるまでの10年間、ベラフォンテ・バンドに在籍していた。1967年、ビル・イートンとウィリアム・ソルターと共に、アンティシア・ミュージック・インコーポレイテッド（レーベル）を設立した。アンティシアは、コネチカット州スタンフォードを拠点としている。
1971年、ロバータ・フラックがマクドナルドとソルターが書いたシングル「恋人は何処に」を録音。ダニー・ハサウェイとのデュエットは、デュオまたはボーカルのグループによる最優秀ポップパフォーマンスでグラミー賞を受賞した。シングルはゴールドステータスを獲得し、100万部以上を売り上げた。マクドナルドはそのセッションにおいて演奏も行っている。 
マクドナルドの最も有名な共作曲の1つは、ビル・ウィザースが歌うシングル「クリスタルの恋人たち」で、グローヴァー・ワシントン・ジュニアがサックスを演奏した。ビルボード・ホット100で2位になり、その後も、ウィル・スミスを含む多くのアーティストによってカバーされたり、サンプリングされた。

## その後の人生
マクドナルドは定期的にトリニダード・トバゴに戻り、スティールパン、特にトリニダードのラヴェンティーユの丘で、複数のスティールバンド・パノラマのチャンピオンであるデスペラードーズ・スティール・オーケストラと一緒に仕事をした。彼はウィリアム・イートンが書いた「You Need More Calypso」という曲を録音し、彼の故郷が世界に与えたジャンルによって音楽の世界がより多くの利益を得ることができると彼がどのように感じたかを明確に述べた。
2011年12月18日日曜日の午前0時50分、マクドナルドは肺癌により死去。彼には妻と4人の子供がいる 。

## ディスコグラフィ
マクナルドは様々なアーティストのレコーディングに参加し、バート・バカラック、ジョージ・ベンソン、デビッド・ボウイ、アレサ・フランクリン、アート・ガーファンクル、ビリー・ジョエル、クインシー・ジョーンズ、キャロル・キング、ミリアム・マケバ、デイヴィッド・サンボーン、ポール・サイモン、スティーリー・ダン、ジェームス・テイラー、ルーサー・ヴァンドロスらのレコーディングに参加し、エイミー・ワインハウス、ボブ・ジェームス、アシュフォード&シンプソン、ナナ・ムスクーリ、アヴェレイジ・ホワイト・バンド、ダリル・ホール&ジョン・オーツ、ブラザーズ・ジョンソン、ジミー・バフェットのバンドメンバーとしても活躍した。

### リーダー・アルバム
- 『サウンド・オブ・ア・ドラム』 - Sound of a Drum (1976年、Marlin)
- 『ザ・パス』 - The Path (1978年、Marlin)
- 『カウンターポイント』 - Counterpoint (1979年、Marlin)
- 『ユニヴァーサル・リズム』 - Universal Rhythm (1984年、Polydor)
- 『サプライズ』 - Surprize (1985年、Polydor)
- 『リユニオン』 - Reunion (1995年)
- 『ポート・プレジャー』 - Port Pleasure (1998年)
- 『トリッピン』 - Trippin' (2000年)
- 『ホーム・グロウン』 - Home Grown (2003年)
- 『ジャスト・ザ・トゥ・オブ・アス』 - Just the Two of Us (2004年)
- 『ミクスティ・モーションズ』- Mixty Motions (2008年)
- 『カリプソ・ブレイクダウン〜サウンド・オブ・ティー・ケー・イヤーズ〜』 - Calypso Breakdown - Sound Of T.K. records (2017年) ※コンピレーション